# Qui t'a dit ?
Singles de Sexion d'Assaut
Paris va bien À bout d'souffle
Pistes de En attendant L'Apogée : les Chroniques du 75 
Paris va bien B.S.S
Qui t'a dit ? est un single de la Sexion d'Assaut parue dans l'album En attendant L'Apogée : les Chroniques du 75  en 2011. 
Le vendredi 12 mars sort le clip sur YouTube qui n'est pas sorti sous forme audio mais directement décliné en clip. Ce morceau reprend l'air de Here Comes the Hotstepper d'Ini Kamoze.

## Classements par pays
| Classement (2011)                       | Meilleure position |
| --------------------------------------- | ------------------ |
| Belgique (Wallonie Ultratop 50 Singles) | 2                  |
| France (SNEP)                           | 18                 |

## Le clip
Le clip représente Maitre Gims, Lefa et Black Mesrimes en psychopathes dans une asile de fou. Maitre Gims est au côté des médecins, tandis que Lefa est devant les chambres des psychopathes. Black Mesrimes lui fait la pagaille avec Maitre Gims dans la cuisine et à la fin ils se retrouvent tous les trois dans des cages. 